# Clairfayts
Clairfayts é uma comuna francesa na região administrativa de Altos da França, no departamento do Norte. Estende-se por uma área de 7.53 km². Em 2010 a comuna tinha 367 habitantes (densidade: 48,7 hab./km²).